# Cyklopentan
Cyklopentan, C5H10 – organiczny związek chemiczny z grupy węglowodorów cyklicznych. Jest stosowany jako rozpuszczalnik, do produkcji żywic polimerowych i klejów, a także jako porofor przy produkcji pianek poliuretanowych.